# Zé Guilherme
Zé Guilherme, pseudonimo di José Guilherme de Lima Costa (Fortaleza, 16 marzo 2005), è un calciatore brasiliano, difensore del Bahia.

## Caratteristiche tecniche
È un terzino sinistro.

## Carriera

### Club
Zé Guilherme è cresciuto nei settori giovanili di Palmeiras, Portuguesa e Grêmio. Il 28 luglio 2022 ha firmato un contratto professionistico con quest'ultimo club, ed il 14 febbraio 2024 ha debuttato in prima squadra nell'incontro del Campionato Gaúcho pareggiato 0-0 contro l'Ypiranga-RS.
Nel 2025 si trasferisce al Bahia.

### Nazionale
Nel 2025 ha giocato 5 partite nel campionato sudamericano Under-20, che ha vinto.

## Statistiche
Statistiche aggiornate all'11 agosto 2024.

### Presenze e reti nei club
| Stagione        | Squadra         | Campionato      | Campionato | Campionato | Coppe nazionali | Coppe nazionali | Coppe nazionali | Coppe continentali | Coppe continentali | Coppe continentali | Altre coppe | Altre coppe | Altre coppe | Totale | Totale | Totale |
| Stagione        | Squadra         | Comp            | Pres       | Reti       | Comp            | Pres            | Reti            | Comp               | Pres               | Reti               | Comp        | Pres        | Reti        | Pres   | Reti   |        |
| --------------- | --------------- | --------------- | ---------- | ---------- | --------------- | --------------- | --------------- | ------------------ | ------------------ | ------------------ | ----------- | ----------- | ----------- | ------ | ------ | ------ |
| 2024            | Grêmio          | PD/RS+A         | 1+5        | 0          | CB              | 1               | 0               | CL                 | 1                  | 0                  |             | -           | -           | 8      | 0      |        |
| Totale carriera | Totale carriera | Totale carriera | 6          | 0          |                 | 1               | 0               |                    | 1                  | 0                  |             | -           | -           | 8      | 0      |        |

## Palmarès

### Club

#### Competizioni statali
- Campionato Gaúcho: 1

Grêmio: 2024

### Nazionale

#### Nazionale giovanile
- Campionato sudamericano Under-20: 1

Venezuela 2025